# بارما (نيويورك)
بارما (بالإنجليزية: Parma, New York)‏ هي بلدة أمريكية تقع في الولايات المتحدة في نيويورك (ولاية). يقدر عدد سكانها بـ 15,633 نسمة .

## أعلام
- جورج بالدوين سميث
- جون هاريس بيكر